# Fernand Nault
Pour les articles homonymes, voir Boissonnault et Nault.
Fernand Nault (né Fernand-Noël Boissonneault à Montréal le 27 décembre 1920, et mort à Montréal le 26 décembre 2006) est un danseur et chorégraphe québécois.

## Biographie
Il a étudié la danse auprès de Maurice Lacasse Morenoff et à Londres, New York, Paris. Il a notamment été danseur, maître de ballet pour la compagnie et directeur pédagogique à l'American Ballet Theatre de New York dans les années 1940, où il demeure pendant 21 ans. C'est en 1965 qu'il s'est joint aux Grands Ballets Canadiens en tant que codirecteur artistique et chorégraphe attitré. Il a entre autres chorégraphié La Fille mal gardée, Danses concertantes, Symphonie de psaumes, Liberté tempérée, La Scouine, Les Sept Péchés capitaux, Casse-noisette, Carmina Burana et Tommy. Ces trois derniers ont fait sa renommée : Carmina Burana lors de sa programmation à l'Expo 67 à Montréal ; quant à Tommy, il s'agit du ballet rock sur la musique du groupe britannique The Who.
Il collaborera également avec l'École supérieure de ballet du Québec en tant que maître de ballet, et créera des chorégraphies pour le Washington Ballet, le Ballet Federation of Philippines, l'Atlanta Ballet, le Ballet national de Corée et l'Alberta Ballet.
Marie Beaulieu, professeure à l'UQAM, le mentionne d'ailleurs dans sa thèse de doctorat :

« L’apport considérable de ce créateur sur l’évolution des GBC et de la danse au Québec se remarque par la diversité de son répertoire qui a permis à la compagnie de se positionner dans un marché local, au Canada et à l’étranger. Plusieurs générations de québécois ont été initiés à la danse, autant en tant que spectateur qu’artiste danseur, plus particulièrement en ce qui concerne les garçons dont la fibre artistique était naissante. Son intérêt pour différents genres musicaux a permis à ses contemporains de découvrir la musique sous l’angle du mouvement expressif qu’elle pouvait produire. Son Casse-Noisette est maintenant une tradition de la période de Noël. »

Il est décédé le 26 décembre 2006 des suites de la maladie de Parkinson. Il est mort le lendemain d'une des représentations de Casse-Noisette, une de ses réalisations, présentée chaque année à Montréal dans le temps de Noël.
Le fonds d'archives de Fernand Nault est conservé au centre d'archives de Montréal de Bibliothèque et Archives nationales du Québec.

## Débuts en tant que danseur
Pendant son enfance Fernand Nault habite à Montréal avec sa famille. Leur maison est sur la rue Iberville dans "le faubourg à m'lasse", c'est-à-dire dans un secteur se trouvant entre deux quartiers : Hochelaga et le Vieux-Montréal. Il grandit avec sa sœur ainée Margot, sa mère Eugénie et fréquente au primaire l'école Meilleur. Ses premières leçons de danse sont des leçons de claquettes avec Raoul Leblanc, un fleuriste, payé cinq dollars pour dix leçons. M. Nault devient livreur puis serveur dès ses treize ans car son père vient de mourir. Avec sa sœur, ils doivent donc assurer les finances de leur famille.
Sa sœur et lui vont ensemble prendre des cours de danse au studio Morenoff. Dû à la générosité d'une de ses tantes, il s'inscrit à des cours de ballets.
Il fait ses débuts sur scène au sein des Variétés lyriques, troupe d’opérette très en vogue à Montréal (1936-1955) dont Maurice Lacasse-Morenoff (1906-1993) est le chorégraphe attitré.
Fernand Nault est connu sous les noms de scène d'Igor Latasscof et de Bill Watson pour des questions d'anonymat et de litiges familiaux. Il fait son service militaire obligatoire au début des années quarante et vit deux ans dans les différentes bases de Sorel, Québec, Valcartier et Gaspé. Il est affecté à la surveillance des côtes canadiennes.
Une fois revenu à la vie civile autour de 1943, il poursuit ses études en danse avec Elisabeth Leese (1916-1962) à Montréal.
La carrière professionnelle de M. Nault commence réellement lorsqu'en 1944 il remplace Todd Bolender (1914-2006), danseur de l'American Ballet Theatre (ABT), dans Pétrouchka alors qu'il s'était blessé lors d'une série de spectacles que vient donner l'ABT au Théâtre St-Denis.
Rosella Hightower (1920-2008) le remarque pendant une classe de maître offerte par l'ABT et Sir Anton Dolin (1904-1983) lui fait passer une audition. Il danse dans Pétrouchka le soir même.
Fernand-Noël Boissonneault devient Fernand Nault après avoir dansé dans Pétrouchka. Le directeur administratif de l'ABT lui propose un contrat de six semaines, ce qui marquera le début d'une association de 21 ans avec l'ABT.

## Carrière à l'American Ballet Theatre (ABT)
Fernand Nault incarne le rôle d’Alias dans Billy the Kid (1938), une chorégraphie de Eugene Loring (1911-1982), l’un des premiers ballets aux États-Unis à trouver intégralement son inspiration dans la culture américaine et à rencontrer un très large succès populaire. Il incarnera aussi les rôles d’Hilarion, l’amoureux évincé dans Giselle (1841), chorégraphie de Jules Perrot (1810-1892) et Jean Coralli (1779-1854), la gouvernante dans le Bal des cadets (1940), une création de David Lichine (1910-1972) et Mère Simone dans La Fille mal gardée (1786 ou 1789), créé par Jean Dauberval (1742-1806).
Il étudie avec la maitresse de ballet de l’ABT Margaret Craske (1892-1990) et Pierre Vladiminoff (1893-1970) pour peaufiner ses habiletés techniques tandis que Matt Mattox (1921-2013) l’initie au jazz. La troupe complète une première tournée européenne en 1950 et devient la première compagnie américaine à se produire en Union soviétique, ce qui permettra à M. Nault d’enseigner à l’École du Kirov et celle du Bolshoi dans le cadre de leurs activités en Russie.
Il participe aux ateliers chorégraphiques de l’ABT avec des collègues comme John Butler (1920-1993), Robert Joffrey (1930-1988) et Anna Sokolow (1910-2000). Il présente The Encounter (1957) sur une musique de Cesar Franck (1822-1890) et Bitter Rainbow (1964) sur celle de Nelson Keyes (1928-1987).
Le Louisville Civic Ballet, dans le Kentucky, et le Denver Civic Ballet, au Colorado, le sollicitent pour assurer la direction artistique à titre d’invité et de chorégraphe résident, rôle qu’il assume dès 1959 aux deux endroits. Il travaillera sur sa première version de Carmina Burana (en 1962, avec le Louisville Civic Ballet pour le Kentucky Opera) et sa version du ballet Casse-Noisette avec les deux compagnies.

## Influences chorégraphiques
En rejoignant l’ABT en 1944, Fernand Nault déménage à New York où il habitera pendant 21 ans. M. Nault est interprète dans Billy the Kid (1938) de l’ABT, pièce qui illustre une nation jeune, égalitaire et pleine d’enthousiasme à travers l’énergie de la gent masculine mais aussi valorise la vie nord-américaine et sa richesse. Le ballet des années 1940 reflète l’inventivité nécessaire au développement des thèmes américains et celle d’une esthétique qui lui est associée.
Sur le plan esthétique, M. Nault rencontre les orientations de George Balanchine, arrivé à New York en 1933, qui développe une approche abstraite (non narrative). Qualifié par les experts de tendance néo-classique, le chorégraphe en est le chef de file. Le même phénomène est observé en Angleterre avec Antony Tudor (1908-1987) et Frederick Ashton (1904-1988) qui développent le genre dans un esprit semblable. Les deux chorégraphes vont exercer leur savoir-faire des deux côtés de l’Atlantique, notamment au NYCB, dès 1948. Ce qui est qualifié de ballet néo-classique subit aussi des incursions du jazz et de la « modern dance ».
M. Nault intègre les caractéristiques du ballet néo-classique : il s’agit de travailler à « montrer » la musique, donc d’être capable de pourvoir, à travers le corps, ses nuances et ses accents. Les bras se déploient avec davantage de liberté que le respect des positions du ballet académique travaillant avec des lignes courbes ou hachurées dans toutes les directions. Le tronc devient mobile, les pieds sont fléchis et les jambes parallèles. On valorise les hautes extensions des jambes, les portées acrobatiques et les effets de groupe qui déploient la perspective tridimentionnelle sur scène. Sur le plan technique, la virtuosité se développe mais en même temps on aspire à une forme d’intériorité et d’appropriation du mouvement de façon plus personnelle. La précision du geste est la règle qui reflète la norme de qualité à atteindre.
Ainsi, les tendances de création de M. Nault et ses influences se dessinent : il élabore des spectacles à grand déploiements (influence de la comédie musicale), reste méticuleux et insistant sur la précision et la perfection du mouvements en lien avec la partition musicale (celle de Balanchine). Il aborde le côté traditionnel du ballet mais aussi des expérimentations stylistiques. Son adaptation esthétique à l’orientation thématique de chaque œuvre, ainsi que ses exigences musicales sont des priorités comme celles d’accompagner les danseurs dans les défis associés aux changements stylistiques du répertoire. Il conçoit des fresques chorégraphiques imposantes. Sa création incite une génération de jeunes hommes à embrasser la carrière de danseur.
Doté d’une formation et d’une influence américaine, il est appelé à participer à la vie artistique de plusieurs compagnies de danse sur ce territoire, autant comme chorégraphe que comme directeur artistique ou enseignant. Il aborde plusieurs genres différents : le répertoire du ballet académique, le ballet néo-classique et le jazz/contemporain.

## Carrière aux Grands Ballets Canadiens
M. Nault a chorégraphié 31 œuvres pour les GBC et a fourni ses créations à plus de 14 compagnies de danse aux États-Unis et en Asie.

### Inspiration du ballet académique
Ses versions de La Fille mal gardée et de Casse-Noisette sont emblématiques dans le parcours de la compagnie.

#### La Fille mal gardée
La première chorégraphie de ce ballet, montée pour les GBC, est élaborée par Edward Caton (1900-1981) en 1961 et sera revue par M. Nault en 1970.
Fernand Nault décide d’adapter sa propre version du ballet créé en 1959 pour le Joffrey Ballet et lui donne une dimension canadienne. L’intrigue est campée au Québec avec une héroïne issue d’une région rurale. La production a de nouveaux décors (Robert Prévost, 1927-1982) : « Les décors sont peints sur des rideaux que l’on tire à volonté selon les lieux désirés » et de nouveaux costumes « de François Barbeau (1935-2016) qui n’ont rien de typiquement canadien pour les profanes ».
Pour célébrer les 20 ans de la compagnie des GBC, la proposition de M. Nault est reprise. Dans les rôles comiques, Il s’est réservé une participation; sa version fait appel à des artistes de grande expérience puisque Ludmilla Chiriaeff et Geneviève Salbaing (1922-2016), alors directrice des Ballets-Jazz de Montréal apparaissent également sur scène.
Plusieurs autres compagnies se sont intéressées à la version de La Fille mal gardée de M. Nault : le Chicago Ballet (1979), Le Ballet of Philipines, Manille (1980), le Washington Ballet (1986), Atlanta Ballet (1987) et le Kansas City Ballet (2004).

##### Casse-noisette
Casse-Noisette est l’œuvre du chorégraphe qui a traversé le temps jusqu’à aujourd’hui. Elle trône en haut du palmarès de longévité d’une œuvre chorégraphique présentée en continu au Canada. Sa version a été créée au départ pour le Louisville Civic Ballet en 1960. M. Nault a complété par la suite la chorégraphie du corps de ballet et des différents pas de deux au Colorado Concert Ballet. Il ajuste et finalise le tout pour les GBC en 1964. Mme Chiriaeff rappelle que « M. Nault – tout seul - l’avait réalisé en trois semaines et demi en travaillant de 9 h le matin à 10 h du soir (avec les enfants compris). »
En 1967, la compagnie présente le spectacle à l’aréna Maurice-Richard dans le but d’augmenter possiblement son auditoire dans un secteur de la ville où les habitants ne se déplacent pas jusqu’à la place des Arts (PdA). La compagnie engloutit 15 000 $ dans l’aventure alors que ce ballet doit plutôt rapporter de l’argent. Néanmoins, le spectacle Casse-Noisette sera présenté année après année presque sans interruption par la suite. M. Luft (1933-2017), le directeur général des GBC déclare : « Ça été un afflux financier extraordinaire, c’est-à-dire un stabilisateur pour la compagnie parce que, en le présentant tous les ans, cela augmentait la saison de cinq à sept semaines, à peu de frais. Pour les danseurs et pour les budgets de la compagnie, c’était très important».
En 1969, le spectacle est annulé, même s’il a été prévu et publicisé au lancement de la saison 1969-1970. La version officielle parue dans les journaux pour justifier l’annulation indique, que l’absence de danseurs étoiles, demeurés en Europe à la suite de la tournée des GBC au printemps de 1969 en est la raison. Dans les faits, une réduction de fonds du Conseil des arts du Canada (CAC) et le déficit de 64 285 $ de la tournée européenne que le Secrétariat d’État des Affaires extérieures n’entend pas combler, force le président du CA, le Juge Vadboncoeur (1912-1999), à écrire à Léon Lortie (1902-1985) le président du CARMM (Conseil des arts de la région du Montréal métropolitain), le 1er décembre 1969 : « Cette année en raison des difficultés financières, il n’y aura pas de Casse-Noisette durant la période des fêtes ». En 1971, on présente Tommy à la place. En 1972, Casse-Noisette est repris avec de nouveaux décors et costumes. Finalement, il y a trois années où on ne l’offre pas au public après sa création en 1964 : 1969, 1971 et 1976.
En 1976, Brian Macdonald, directeur artistique des GBC, remplace le spectacle de Casse-Noisette de M. Nault par une version partielle du Lac des Cygnes. Pourtant, Casse-Noisette revient par la suite à chaque année. Son envergure a généré beaucoup d’estime : “That’s the longest running Nutcracker in Canada and probably, it might even be the best”

### Inspiration du ballet néo-classique
Deux spectacles de M.Nault s'inscrivent dans cette esthétique : Carmina Burana (1962, Louisville Civic Ballet, Kentucky ; 1966, GBC) et Symphonie de Psaumes (1969, GBC).

#### Carmina Burana
Il s’agit d’abord d’une œuvre musicale. Les circonstances de l’élaboration de la chorégraphie sont expliquées par M. Nault : 

« Mme Chiriaeff m’avait parlé de faire un ballet, une soirée entière avec un seul ballet. Mais le projet original c’était Ti-Jean. Elle devait le faire elle-même. Finalement elle m’a donné le projet. Moi, je ne le sentais pas du tout. Je lui ai dit : je ne peux pas ! Alors elle a dit : « Bien, qu’est-ce qu’on va faire ? » J’ai fait un ballet au Kentucky qui s’appelle Carmina Burana. Ce sont des poèmes du XIIIe siècle qui traitent de l’amour, du printemps… J’ai fait la première partie, je lui ai montré et elle a trouvé ça formidable ! »

Dans la nouvelle production, les costumes sont signés François Barbeau, les décors Robert Prévost et Peter Hunt fait la conception d’éclairage. L’orchestre est dirigé par Vladimir Jelinek (1923-1989). Les deux premiers collaborateurs se sont inspirés de peintures et costumes de la Renaissance italienne, plus particulièrement des toiles du peintre Botticelli. La production exige 175 artistes : 80 musiciens de l’Orchestre Symphonique de Montréal (OSM), 44 choristes, 40 danseurs et trois solistes chanteurs : Pierrette Alarie (1921-2011, soprano), Pierre Duval (1932-2004, ténor) et John Boyden (1935-1982, baryton). Les chanteurs et le chœur sont intégrés au ballet. La chorégraphie dure exactement une heure. Une version musicale pour quatre pianos peut remplacer l’orchestre au besoin.
La conception du ballet de M. Nault suit l’adaptation musicale de Carl Orff. Les chants sont divisés en trois parties, sections respectées en tous points : « Le premier [chant] traite du printemps, le deuxième comprend des scènes de taverne et le troisième est un hymne à l’amour. L’ouverture, une sorte de prologue, et la fin de l’œuvre, évoquent le destin auquel l’Homme est soumis sans recours. » Le décor consiste, au début, en une immense roue centrale (qui symbolise la roue de la fortune) sise au milieu de ce qui semble être d’immenses ruines, images projetées sur une toile. Les dessins se modifient au fil de la pièce pour devenir une forêt monumentale de branches touffues en forme de dôme qui se transforment en immenses fougères. Le ballet est présenté pour la première fois le 12 novembre 1966. Plusieurs experts et journalistes continuent à écrire que la création remonte à 1967. La confusion s’explique par le fait que le ballet a eu un immense succès auprès d’un large public dans le cadre des activités reliées à l’Exposition universelle de l’été 1967 comme Sydney Johnson le mentionne, la salle Wilfrid-Pelletier de la PdA a été remplie à pleine capacité les deux soirs de représentation du ballet. Une tournée dans vingt états américains, de l’est à l’ouest et du nord au sud, pendant six semaines, a permis à plus de cent mille spectateurs d’apprécier l’œuvre chorégraphique de M. Nault.
La production va permettre aux GBC de se produire en Europe. Fernand Nault déclare : « Les gens ont été emballés. Ce sont les gens du gouvernement qui sont venus voir Carmina et qui ont dit qu’il fallait absolument présenter ça en Europe ; les gens du gouvernement fédéral ».

Au-delà de son talent de chorégraphe, M. Nault est un artiste au sens musical affiné. Vladimir Jelineck, chef d’orchestre des GBC mentionne : 

« We have been very fortunate in having a choreographer for Burana who really understands music. In some ballet productions, the music is pushed into the background, so you are hardly aware of it; but Fernand Nault has arranged the dance to work together with the music. At certain points, where the music is particularly strong, the dancers do not move at all. »

Le succès de M. Nault avec Carmina vient confirmer son statut de compagnie très populaire et symbolise la vitalité canadienne à l’étranger : « l’un des plus beaux spectacles produit au Canada ». L’artistique et le politique se servent mutuellement. Roland Lorrain résume ce compagnonnage profitable aux deux partis : 

« Celle-ci [l’Expo 67], disposant à l’exaltation, avait servi Carmina ; Carmina, par sa splendeur, avait éminemment servi l’Expo. L’une et l’autre semblaient avoir été conçues dans le même esprit : emballer, griser par les voies pas toujours contradictoires – souvent même complémentaires – de la qualité et de la facilité, les voies mêmes du « best-seller ». »

Pour les célébrations des dix ans de la compagnie, un gala est présenté à Montréal, où Carmina Burana obtient encore le prix de popularité durant la soirée. Les critiques continuent d’encenser le ballet et confirment l’interprétation précédente à l’effet que rien n’avait été réalisé de pareil au Canada : « undoubtedly an outstanding achievement in Canadian ballet history ». M. Nault a prétendu lui-même que c’était une première en Amérique.

Lors de la tournée européenne, Carmina Burana est présenté à Lausanne, Lyon, Londres, Lisbonne, Porto et Bruxelles puis, lors des derniers jours, à Paris. D’ailleurs, deux représentations supplémentaires doivent être ajoutées dans la ville lumière au Théâtre des Champs-Élysées. Du point de vue des danseurs, Carmina est un succès en Europe. L’un d’entre eux déclare : 

« Les critiques sont toujours plus pointilleux parce qu’ils doivent écrire, tandis que le public reçoit ce qu’on lui donne. Alors, on lui donne notre cœur. Les danseurs dansaient « fantastique ». Alors, que tu tombes après, pendant ou après ta pirouette, c[e n]’est pas si important si tu l’as fait avec du cœur. Si tu l’as fait en étant tout nerveux, c’est sûr que c’est « plate » à regarder. Comme je dis, danser avec Armando Jorge, Richard Beatty, avec Vincent, c’était tout un « cast » fantastique. (2005) »

En novembre 1972, à l’aube d’une autre crise financière, le ballet est repris. La compagnie rejoint un nouveau public et les danseurs y sont toujours acclamés : 

« L’effectif actuel des Grands Ballets (composé de « piliers » encore jeunes et très en forme et d’une quantité de nouveaux visages) l’exécute et l’interprète avec exactitude et vie et, tour à tour, tendresse, humour et émotion. Ces textes […] trouvaient hier leur prolongement dans les mouvements, dans les moindres gestes et dans les expressions de visage des danseurs. »

Lors de ses dernières représentations cumulées de façon suivie jusqu’en 1973 à l’Expo-Théâtre, le ballet a été produit plus de 136 fois avec ou sans orchestre, chanteurs et chœur. Carmina Burana est présenté de nouveau en novembre sous la gouverne de la direction artistique de Brian Macdonald. Ce dernier fait voyager le ballet en Amérique du Sud où il sera considéré « l’événement majeur ».
Carmina Burana a été présenté lors des festivités du 25e anniversaire des GBC lors des 25 ans de l’association de M. Nault avec la compagnie en 1990 de même qu’au 40e anniversaire de la fondation des GBC. Sa version est interprétée par d’autres compagnies de ballet : Fort Wayne, Indiana (1976), reprise par le Colorado Ballet en 1978, dansée par le Washington Ballet (1990), Southern Ballet (1992), le Ballet national de Corée (1994), Nice Ballet Théâtre (1995) et Atlanta Ballet (1997).
D’autres œuvres de Fernand Nault auront également eu une destinée significative mais jamais elles ne traverseront le temps comme l’a fait Carmina Burana. Cela étant dit, elles ont eu un impact spécifique bien que ponctuel sur l’identité culturelle du Québec. À ce titre, une autre création néo-classique apparaît dans l’histoire des GBC : Symphonie de Psaumes.

#### Symphonie de Psaumes
Symphonie de Psaumes revêt un caractère expérimental. Élaborée dans un style néo-classique, l’ébauche chorégraphique de Fernand Nault est présentée une première fois avec une musique enregistrée dans le cadre des ateliers chorégraphiques de la compagnie, les 5, 6 et 7 novembre 1969, au théâtre de l’Université George Williams, devenue par la suite l’Université Concordia. L’esquisse est chorégraphiée sur les psaumes du Vulgate, chantés en latin et la musique est composée par Igor Stravinsky en 1930.
Il n'y a pas d'informations sur les costumes utilisés lors de la présentation initiale. Par contre, il est possible d’affirmer qu’à la PdA, lors de sa parution officielle, les filles portent un léotard noir et des collants roses sans pieds; aucun chausson de pointes. Les éclairages sont signés Nicholas Cernovitch (1929-2018). Les lieux physiques servent de décors, c’est-à-dire une scène dont les rideaux relevés montrent à nu les coulisses du théâtre ; la musique est enregistrée.

Sa conception découle de l’intérêt du chorégraphe pour cette musique. M. Nault explique : 

« On revenait d’Europe, après la première tournée européenne de 69. On était très à court de fonds, alors j’ai pensé de faire Symphonie de Psaumes, très dépouillé, pour nous aider. J’aimais la musique. »

Il s’agit de trois psaumes traités chacun à sa façon par le chorégraphe en réponse à la partition musicale : le premier mouvement est une prière pour le rachat des fautes des chrétiens, le deuxième est une proclamation de foi envers le Seigneur et le troisième, un chant d’action de grâce (programme de soirée, 1972). Repris à la PdA en mars 1970, Gingras et Siskind soulignent principalement sa sobriété et son économie d’effets : 

« Symphonie de Psaumes est un ballet austère (comme la musique qui l’a inspiré) avec ses mouvements bien calculés et ses longs moments d’immobilité, son minimum de costumes (torses nus pour les garçons) et sans autre décor que l’arrière-scène du théâtre. Il y a là-dedans une sorte de dépouillement rappelant Béjart, mais cela reste foncièrement une œuvre signée Fernand Nault, c’est-à-dire au service de la beauté plastique. »

Le chorégraphe joue avec les déplacements de groupes de fidèles recueillis et les mouvements du corps dans des attitudes de prostration et de prière. Les génuflexions abondent, les yeux montent vers le ciel et implorent Le Tout-Puissant. Il s’agit d’une chorégraphie à 13 danseurs.
La présentation à la PdA constitue une bonne mise en forme pour affronter le plateau d’un lieu de culte immense : l’Oratoire St-Joseph. La réception du ballet par le public de la PdA « a partisan audience cheering enthousiastically » a ouvert la voie à l’intérêt et à la curiosité du public. Dans la Basilique de l’Oratoire, les GBC feront salle comble, trois soirs de suite, les 25, 26 et 27 mars 1970 durant la semaine pascale avec le chœur des Petits Chanteurs du Mont-Royal et orchestre.

Qu’est-ce qui a permis une telle incursion dans un lieu de culte comme l’Oratoire alors que l’autorité de l’Église catholique du Québec a résisté devant la pratique et la présentation de la danse pendant trois siècles? Un certain malaise lié à la venue de la danse dans un endroit de culte est manifeste dans le communiqué du mois de mars 1970 diffusé par le conseiller artistique de l’Oratoire, le révérend père Paul Leduc, c.s.c.. Il tente de justifier la venue des GBC dans un lieu saint : 

« Il n’y a pas si longtemps chez nous des pasteurs tonnaient du haut de leur chaire contre l’immoralité de ce qu’ils appelaient les danses modernes, tandis que des aumôniers d’écoles, des religieuses organisaient des bals de « graduation » ou de petites sauteries hebdomadaires dans les salles paroissiales. Et on peut estimer que souvent pour des motifs différents, les deux tendances pouvaient avoir raison. »

Le diocèse de Montréal se montre progressiste en ce qui concerne la possibilité de livrer un message religieux par la danse. Sur invitation, Monseigneur André-Marie Cimichella (1921-2004, évêque auxiliaire du Diocèse de Montréal et curé de la Cathédrale de Montréal) est convié à assister à l’atelier chorégraphique de l’automne 1969, lors duquel M. Nault présente son esquisse. L’ecclésiastique est ravi de la présentation et propose la tenue de Symphonie de Psaumes dans une église : 

« J’étais très heureux d’assister à votre représentation du 7 novembre dernier. Assurément c’est votre ballet pour les psaumes qui m’a le plus impressionné. Bien sûr la musique de Stravinsky se passe de commentaires. La chorégraphie et les mouvements étaient très bien travaillés et très près de la perfection. C’est mon opinion qu’avec des costumes appropriés, ce ballet pourrait se présenter dans une église. […] Je suis à votre entière disposition pour continuer ce dialogue. »

Sa mise en scène revêt la forme d’une procession : les danseurs sont assis dans le public. Puis, ils avancent vers le chœur et leurs gestes donnent à penser qu’ils prient avec leur corps : « instead of praying in whispered words, they prayed with their bodies ». Pour l’occasion on habille les danseurs comme à la ville, sans montrer de torses nus : 

« J’étais très heureux d’assister à votre représentation du 7 novembre dernier. Assurément c’est votre ballet pour les psaumes qui m’a le plus impressionné. Bien sûr la musique de Stravinsky se passe de commentaires. La chorégraphie et les mouvements étaient très bien travaillés et très près de la perfection. C’est mon opinion qu’avec des costumes appropriés, ce ballet pourrait se présenter dans une église. […] Je suis à votre entière disposition pour continuer ce dialogue. »

La journaliste Zelda Heller, dans son enthousiasme, clame que la présentation est « probably the first example of danced worship in North America, if not in the whole western hemisphere… » L’hyperbole cherche à montrer le caractère inusité et avant-gardiste de l’événement à l’époque. La population conviée au spectacle semble aussi apprécier l’expérience : 

« J’ai été impressionné par la qualité du concert. L’atmosphère de l’église est propice pour une telle représentation. Certains peuvent penser que c’est sacrilège, mais je crois que c’est fait dans un authentique esprit de prière. De telles expressions artistiques ne doivent pas être réservées uniquement au milieu profane. »

##### Tommy
La compagnie des GBC, au début des années 1970, tente de s’implanter avec plus d’insistance à la PdA, toujours dans un esprit néo-classique. Pour ce faire, il faut un ballet susceptible de drainer de nouveaux publics. M. Nault doit trouver une œuvre significative pour intéresser les jeunes générations à la danse. Nicolle Forget parle d’une conjoncture d’événements et de phénomènes générationnels : 

« Je me dis qu’elle avait comme des antennes et elle voulait aller chercher un autre public. Alors, elle s’est embarquée avec Carmina et ceci avait amené un peu d’autre monde. […] Basile a dû arriver un peu à la même époque en disant qu’il avait vu quelque chose d’intéressant, et avec Nault ils ont commencé à regarder s’il y avait quelque chose à faire pour finir par : Essayons ! »

M. Nault déclare au sujet de Tommy : « Les Grands Ballets ont décidé d’élargir leurs horizons et du même coup leur public. Je crois que cette saison nous en avons pour tous les goûts ». Tout comme les œuvres précédentes de Fernand Nault, la musique va se révéler son inspiration première pour l’élaboration de Tommy : 

« C’est Jean Basile, critique au "Devoir", qui a ouvert la porte de mon bureau et a dit : As-tu déjà entendu parler de "Tommy" ? J’ai dit :Tommy quoi ? Alors en rentrant à la maison le soir, je suis passé par le magasin et j’ai acheté le disque. Je l’ai écouté et j’ai dit : C’est fantastique ! J’ai tout de suite aimé la musique !
On voulait former un comité artistique pour la conception des décors, des costumes ainsi que pour le montage visuel. Il y avait Henri Barras comme conseiller artistique et un sculpteur, dont je ne me souviens pas du nom, qui devait s’occuper des décors. Mais il n’arrivait pas à trouver le concept qui correspondait au ton de l’œuvre.
Uriel Luft, m’a dit : « Si vous aviez le choix, qui choisiriez-vous ? » Je lui ai suggéré Meng Shu Lee, qui faisait les décors pour Martha Graham. Il était très sculptural. C’est lui qui a finalement recommandé David Jenkins pour les décors. Il ne faut pas oublier François Barbeau pour les costumes et Nicholas Cernovitch pour les éclairages. »

Le projet permet de créer un comité de production composé de Mme Ludmilla Chiriaeff, Jean Basile (1932-1992), Henri Barras (1944-2007) et lui-même. Il s’agit de coordonner la création dansée avec les technologies de l’époque, c’est-à-dire créer des effets spéciaux pour évoquer un « trip » de drogue et inclure des séquences filmées, parfaitement intégrées à la production. Le synopsis du ballet Tommy ne ressemble en rien à celui des ballets traditionnels : 

« Tommy a été témoin en son enfance d’un tragique événement : son père, qu’on croyait mort à la guerre, revient inopinément et tue l’amant de sa femme. Les parents convainquent si bien l’enfant, tout bouleversé, qu’il n’a rien vu ni rien entendu, qu’il se renferme dans un mutisme complet et devient sourd, muet et aveugle. Aux souffrances de cette triple infirmité s’ajoutent les avanies que lui font subir un cousin et un oncle qui le détestent. De surcroît, une bohémienne, la reine de l’« acide », le séduit puis le quitte ignominieusement. […] Un médecin signale à sa mère qu’assez étrangement, quand on place Tommy devant un miroir, il semble capable de communiquer avec l’image que la glace lui renvoie, et ne s’intéresse plus qu’à elle. La mère, exaspérée par de longues années d’incapacité à établir contact avec lui, brise le miroir et anéantit du même coup la barrière qui séparait Tommy du monde. Un miracle se produit : le jeune homme voit, parle et entend de nouveau. Cette longue solitude où il avait fui la violence l’avait ouvert lentement à son harmonie intérieure. Il en tire, rendu au monde des voyants, une religion qu’il se met à prêcher autour de lui, mais ses disciples se révoltent contre la discipline rigoureuse qu’il leur impose, et l’abandonnent. Tommy se retrouve seul et retombe dans son isolement psychosomatique primitif. »

La création est présentée le 16 octobre 1970 à la salle Wilfrid-Pelletier de la PdA. Le décor se résume à un cyclo blanc à l’arrière scène et un écran transparent à l’avant-scène en vue de créer plusieurs effets spéciaux, entre autres l’impression de superposition des danseurs dans les airs. On associe des projections cinématographiques et cinémascopiques en couleur pour former l’essentiel du décor. Un écran de télévision apparaît et disparaît montrant des images dérangeantes de l’actualité. Par exemple, on y voit des policiers avec des matraques.
Les costumes se démarquent par des unitards de jazz bigarrés dans les tons de bleu et brun avec le bas du pantalon élargi. Les danseurs portent des chaussures de jazz en cuir. Les costumes des femmes sont de la même couleur, calqués sur un modèle de léotard avec collant et jupe à franges. Elles ont toutes un foulard noué sous le menton et enfilent des chaussons mous de danse. Le personnage de Tommy revêt un unitard blanc.
La gestuelle se détaille par des mouvements en isolation ou amples, des déhanchements, des contractions du torse et on observe de grands déplacements de masse. Le travail des jambes demeure en parallèle la plupart du temps et des séquences improvisées du corps de ballet traversent la partition chorégraphique. Gingras décrit : « défilés militaires, affrontements de groupes, actions simultanées sur divers points de la scène, longs moments d’immobilité des danseurs, debout ou par terre. » Le « Tommy » donne davantage une performance théâtrale que dansée : « Il m’a choisi comme Tommy pour jouer un rôle, parce qu’en plus de danser, j’avais beaucoup à jouer ». M. Nault déclare : « Alexandre me donnait la spiritualité ».
La saveur rock plait énormément au public. Lorrain témoigne : « Octobre 1970, salle archicomble, ovation « debout », déchaînée, formidable. Les allées, les dégagements de la salle sont bondés de jeunes. Ils sont pris, ils sont captivés, ils aiment le ballet, eux qui, pour la plupart, croyaient le mépriser ou l’ignorer ». Il ne s’agit pas de technique ballétique mais plutôt d’un mélange de danse contemporaine, de jazz et d’improvisation. Ce nouveau choix de mélange des genres n’est pas sans susciter certaines craintes. Dès le soir de la première, Gingras fait une mise en garde : « Les Grands Ballets Canadiens ont fort bien fait de montrer Tommy car ainsi ils s’attirent un nouveau public. Mais je les sais assez intelligents pour ne pas répéter trop souvent les expériences de ce genre, de peur de perdre le public qu’ils ont déjà ». Trois éléments retiennent l’attention : l’aspect générationnel, son impact financier sur la compagnie et son caractère unique au tout début des années 1970 dans le monde du ballet.
Le ballet de Fernand Nault a un côté légèrement subversif et psychédélique qui est de nature à attirer la jeune génération. Le journaliste du journal Le Droit témoigne de l’engouement de la jeunesse pour le ballet : « La grande majorité des quelque 5 000 spectateurs étaient de moins de 30 ans […] Qu’était venue voir cette jeunesse ? Sûrement pas du ballet ».
Heller, du Montreal Star, met en perspective la dimension critique et présente la réaction de la jeunesse au spectacle dans un article. Les témoignages, cités par Heller, reflètent tous le vécu d’une expérience hors du commun: « I wanted to thank you all for the most enjoyable entertainment evening since my last Joplin concert. » (Gilleland, N.Y.); « I felt so completely into what you were doing because of your vibrations. […] I really can’t say much more except thank you very very much for one of the most memorable experiences I’ve had in watching any sort of a performance. » (Bloom, Brooklyn); « by the end of the performance I was caught in that Netherland between being speechless and wanting to yell. » (Wolf, Wisconsin) (mai 1971). Les jeunes vivent pour la première fois une initiation à la danse ; elle semble à leur portée et ils sont en mesure de l’apprécier.
Un autre phénomène va toucher la jeunesse : la possibilité pour un garçon de faire de la danse. Le héros de la chorégraphie est un homme ; il bouge de façon décontractée entre le mouvement de liberté (le jazz) et le jeu d’acteur. M. Nault témoigne : « Après Tommy, on a eu une foule de garçons, ils voulaient tous devenir danseurs en deux semaines. Le jazz s’apprenait vite, on se sentait bien…». Dans son rapport annuel du 4 octobre 1973, le directeur général des GBC mentionne qu’il y a 170 garçons dans les classes de l’école.
Les retombées financières sont significatives pour les GBC car Tommy est une production auto-suffisante : « Durant cette période d’austérité où toutes les subventions rétrécissent de plus en plus, ce Tommy est un don du ciel, puisque nous pouvons continuer à garder les danseurs sous contrat sans perdre un sou, le spectacle de Tommy couvrant toutes les dépenses ». Pendant deux ans, les danseurs seront payés 50 semaines par année. L’œuvre de 1970 permettra aux GBC de rencontrer un des objectifs de la compagnie qui consiste à élaborer une saison complète afin d’offrir un abonnement annuel au public de la salle Wilfrid-Pelletier de la PdA.
Les GBC continuent de profiter de la popularité du ballet en le produisant dans les grandes villes du Québec puis dans les provinces maritimes. Puis c’est le triomphe à New York et Toronto. Cette année-là, l’œuvre de M. Nault bat deux records : deux semaines continues au City Center de New York, (une première dans les annales des troupes canadiennes) puis une première saison d’été à l’Expo-Théâtre, (ce qui permet de payer les danseurs). En 1971-1972, on reprend Tommy à New York pour une quatrième fois. À la fin de 1972, selon Laurin, le ballet aurait été présenté 246 fois (200 fois selon Kapinka).
À Noël 1971, on présente Tommy à la place du ballet Casse-Noisette car il n’encourt aucuns frais, contrairement à celui de la féerie de Noël.

Rien ne permettait de penser que la compagnie vivrait à l’heure de Tommy pendant trois ans : « Fernand Nault l’a fait comme une pièce d’occasion dans un sens. Nous n’étions pas supposés danser ça si longtemps ». Le fait d’être pris dans l’engrenage d’une telle popularité ne laisse pas présager les effets de ce phénomène sur le groupe à long terme. M. Nault quittera la direction artistique en 1974, en grande partie pour cette raison : 

« J’en avais marre de Tommy ! C’était devenu une routine. Il y avait des problèmes avec les danseurs. Ils voulaient danser des choses qui n’allaient pas avec l’orientation de la compagnie, qui étaient étranges.
Je crois que ce qu’ils voulaient faire n’étaient pas des rôles qui leur convenaient. Je n’étais pas d’accord avec ce qu’ils voulaient danser. »

Tommy est aussi une œuvre de nature particulière dans le sens où elle ne se situe pas à l’intérieur des balises habituelles de la danse. M. Nault le qualifie de « théâtre artistique » : « It had everything – dance, rock music, singing, staging, all wrapped up in an artistic effort. We even conceived it differently ». La compagnie elle-même le présente comme un « happening » dans son programme de soirée en mars 1983 quand un extrait de Tommy est présenté pour souligner ses 25 ans.

## Relation avec ses danseurs/danseuses
Au-delà des aspects artistiques de création, critiques et politiques avec lesquels M. Nault doit composer, son influence sur l’évolution des liens qui unissent les danseurs au chorégraphe est importante. Durant les années intenses de sa création, plusieurs danseurs connaîtront de la popularité auprès du public grâce à ses chorégraphies: Vincent Warren (1938-2017), Sasha Belinsky, Maurice Lemay.
Une maîtrise de la technique académique du ballet constitue sa référence esthétique. Elle permet de générer des possibilités expressives infinies pour l’artiste-danseur. Elle est, selon lui, essentielle pour accomplir ses desseins chorégraphiques : « Si vous voulez jouer du Stravinsky, il faut jouer du Mozart pour commencer ». En revanche, son point de vue est que la technique supplante parfois l’expression. Un intérêt pour la qualité de la formation du danseur se conjugue à celle d’inclure l’émotion et la sensibilité dans ses créations : « In my ballets I am never interested in steps as such, it is the communication of an emotion that is important to me ». Pour M. Nault, la passion fait la différence entre un bon danseur et un danseur ordinaire : « Ce qu’il y de beau chez un artiste, c’est qu’il donne de lui-même, qu’il est généreux ».
Fernand Nault a beaucoup de respect pour tous ses collaborateurs danseurs. Il les défend au besoin et leur témoigne une très profonde gratitude pour l’investissement généreux dont ils font preuve pour rendre l’esprit de ses œuvres. Au sujet des critiques mitigées de Tommy essuyées par la compagnie en 1974 à Paris, il déclare : «…the company fell in behind the work and really outdid itself in their anxiety to make it work. They danced harder and more dedicatedly than I have ever seen them before. They were all really wonderful! ». Pourtant, M. Nault quittera la co-direction artistique en 1974 parce qu’il ne peut plus supporter les caprices des danseurs. Au-delà de sa déception, il protège leur réputation auprès des journalistes.

Le travail artistique de M. Nault tente de les mettre en valeur, mais jamais au détriment du projet chorégraphique. Le vocabulaire est ajusté à la vigueur de l’interprète seulement si ces modifications ne sacrifient pas la force de l’œuvre : 

« C’est plus le danseur qui doit s’ajuster à la gestuelle choisie pour le ballet. C’est une collaboration aussi. Je regarde la capacité des danseurs et je m’en inspire pour créer la chorégraphie. »

Il explique sa vision du travail de collaboration entre l’interprète et le chorégraphe : 

« L’éternel problème, c’est d’imprégner tous les participants dans l’esprit du sujet. Il faut mettre les danseurs dans leur élément le plus personnel, modeler chacun au personnage qui lui convient le mieux et lui permettre de donner une âme à son rôle et de le vivre sur scène. Avoir de la technique n’est pas tout ; il faut émouvoir les danseurs spirituellement, afin qu’à leur tour, ils émeuvent le public. Gestes, expressions, mouvements, tout doit jaillir du sentiment intérieur ; c’est ce qui permet à une œuvre d’être vivante. »

Son attitude va permettre aux artistes de la danse de s’épanouir sur scène. Pour lui, le danseur est au centre de l’activité créatrice ; il sait le mettre en valeur, utilise sa force, et l’incite à se dépasser, à travers le travail chorégraphique.

## Thèmes privilégiés
Une grande polyvalence sur le plan stylistique et esthétique caractérise M. Nault. On observe des thèmes récurrents à travers son répertoire personnel : la spiritualité, la mort, l’amour dans des sens métaphoriques (avec des traitements plus modernes que les amours inaccessibles et romantiques), l’humour comme exutoire social. Comme il le dit lui-même, plusieurs de ses chorégraphies parlent de religion ou commencent par des cérémonies; les thèmes québécois ne l’intéressent pas vraiment. Une seule fois, il s’y attarde avec La Scouine (1990), œuvre inspirée du roman du même nom publié par Albert Laberge (1871-1960) en 1918, qui est considéré le premier roman réaliste du Québec, puisqu’il raconte l’histoire d’une famille de la campagne sans enjoliver leur existence.

## Réception de la critique Montréalaise
Somme toute, la critique montréalaise, autant anglophone que francophone, apprécie le travail artistique de M. Nault. Le fil conducteur qui lie leurs propos est celui de considérer sa contribution à l’édification d’une compagnie durable dans le paysage Canadien tout en ne manquant pas de souligner les aspects plus faibles de ses chorégraphies. Les journalistes critiques de l’époque sont longtemps attachés aux mêmes journaux. Ils revoient les mêmes œuvres et sont à même de constater leur évolution dans le temps à travers les yeux de la société qui les reçoit. Dès lors, leur jugement peut fluctuer et se modifier passablement en ce qui concerne l’appréciation d’une même création. Souvent leurs commentaires cherchent à assurer une meilleure diffusion des spectacles. Par exemple, les critiques qui ont vu Carmina Burana à Montréal et qui savent que le ballet sera le fer de lance de la tournée européenne soulignent ses points faibles en espérant que M.Nault tiendra compte de leur avis.
Tous constatent combien son talent consiste aussi à réaliser beaucoup avec peu de moyens. Ils reconnaissent la cohérence de ses œuvres sous tous leurs aspects mais, pour eux, le fait de se coller à la partition musicale semble projeter une certaine monotonie. On l’encourage souvent à être plus audacieux. Les critiques européens seront durs à son endroit autant lors de la première tournée avec Carmina Burana que lors de l’incursion de Tommy en Europe. Pourtant tous les commentaires ne remettent pas en cause l’appréciation du public qui l’acclame avec chaleur, et les critiques n’ont d’autre choix que d’en témoigner.

## Implication à l'École Supérieure de Ballet du Québec (ESBQ)
Ludmilla Chiriaeff nomme Fernand Nault co-directeur de l’Académie des Grands Ballets (AGBC) dès 1966. À partir de 1967, il est lié par mandat à l’École supérieure des Grands Ballets canadiens (ESGBC), dénomination de l’institution à cette époque qui deviendra en 1979, l’École supérieure de danse du Québec (ESDQ). Il assume les mêmes fonctions. Cette nomination sert à assurer la cohérence entre les GBC et les écoles qui y sont jumelées. En effet, dans les années 1960, l’AGCB assure un volet de formation auprès du grand public tandis que l’ESGBC assure la formation professionnelle pour alimenter les effectifs des GBC. Avec son départ officiel de la compagnie en 1974, sa présence dans les deux écoles devient plus tangible : il en prend la direction, en plus de demeurer chorégraphe attitré des GBC.
À partir de 1982, son activité consiste principalement à remonter plusieurs des œuvres de son répertoire pour les élèves lors des spectacles de fin d’année et à en crée d’autres afin de soutenir l’acquisition des compétences artistiques nécessaires pour accéder au milieu professionnel et ce, jusqu’en 1993. Cela lui permettra aussi de mettre sur pied des séries de spectacles de 1985 à 1988 présentés dans les écoles primaires, secondaires et les cégeps de la grande région de Montréal pour initier les jeunes à la danse. À cet égard, il écrit une lettre aux directeurs des écoles de danse de la province dans laquelle il fait l’apologie de l’enseignement des arts pour la jeunesse. Il règle aussi les parties dansées de la Veuve Joyeuse avec des élèves de l’ESDQ lors de sa programmation à l’Opéra de Montréal en 1986 et 1991. Son implication au sein de l’école de formation professionnelle est davantage connue comme chorégraphe que comme enseignant, bien qu’il soit possible de croire qu’il a dispensé son savoir de pédagogue à plusieurs générations d’élèves à un moment ou à un autre de ses activités au sein des écoles des GBC. Finalement, son attachement à la transmission aux jeunes générations demeure soutenue dans le temps car il a fait travailler les élèves pour la présentation du Casse-Noisette, à chaque année tant que ses forces physiques lui ont permis de l’assumer. D’ailleurs, un studio à l’École supérieure de ballet du Québec (ESBQ), nouvelle dénomination de l’ESDQ, a été officiellement nommé à la mémoire de Fernand Nault en 2012. Le 16 décembre 2006, soit dix jours avant son décès, il assiste encore à une présentation de son ballet mythique : Casse-Noisette.

## Héritage pour le Québec
M. Fernand Nault a dédié son existence à l’art de Terpsichore. Généreux de sa personne, son savoir s’est transmis à de nombreuses générations d’adeptes spectateurs et de professionnels de son milieu. Totalement impliqué dans une perspective de développement de la danse au Québec, son patrimoine artistique permet encore aujourd’hui de développer du public pour la danse et sensibiliser la population. Son œuvre chorégraphique continue de rayonner en Amérique du Nord à travers l’acquisition de son répertoire par diverses compagnies de ballet et celle du Ballet du théâtre National de Brno en République tchèque qui, depuis deux ans présente son Casse-Noisette comme tradition des fêtes de Noël. Il est décédé le 26 décembre 2006 des suites de la maladie de Parkinson.
Deux fonds d'archives de Fernand Nault sont conservés : un au centre d'archives de Bibliothèque et Archives nationales du Québec à Montréal et l’autre, à la Bibliothèque de la danse Vincent-Warren.

## Premier chorégraphe canadien à assurer la continuité de son patrimoine chorégraphique
Dans le but d’assurer la survie de son patrimoine chorégraphique et d’encadrer la production future de ses œuvres, Fernand Nault crée, en février 2003, le Fonds chorégraphique Fernand Nault (FCFN). Pour en réaliser la mission, il confie à son assistant de longue date, André Laprise, la responsabilité de préserver l’intégrité artistique, les critères d’excellence qui y sont rattachés et les motivations de création à l’origine de ses conceptions chorégraphiques. La documentation et l’expérience acquise depuis 1984 par André Laprise auprès de son maitre constituent les principales sources de références.
Le Fonds chorégraphique Fernand Nault a pour mission de rendre disponible, auprès des compagnies et des écoles de formation professionnelle en danse, les œuvres de cet artiste renommé et apprécié. Chorégraphe important au Québec et au Canada, ses réalisations font appel aux aptitudes des danseurs, autant en vertu des habiletés techniques qu’en ce qui concerne l’expression artistique.

## Œuvres
- Paquita (1961).
- L'Oiseau de feu (1965).
- Géhenne (1965).
- Carmina Burana (1966).
- Divertissement Glazounov (1966).
- Quintan (1966).
- Miribila (1967).
- La Lettre (1967).
- Pas de soleil (1967).
- Mobiles (1968).
- Pas rompu (1968).
- Symphonie de Psaumes (1969).
- Hip & Straight (1970).
- Aurkhi (1970).
- Tommy (1970).
- Points et contrepoints (1970).
- La Fille mal gardée (1971).
- Cérémonie (1972).
- Danses concertantes (1972).
- Cantique des cantiques (1974).
- Quintessence (1974).
- Incohérence (1976).
- Liberté tempérée (1976).
- La Scouine (1977).
- Les sept péchés capitaux (1978)
- Try, Ready, Go (1978).
- Pas d'époque (1980).
- Chants de douleur, chants d'allégresse (1981).
- Le temps avant, le temps après... (1986).
- Visages (1987).
- Tout le monde en place et tout le monde danse (1990).

## Honneurs
- 1967 : Médaille du Centenaire du gouvernement canadien
- 1976 : Prix de la chorégraphie au Concours international de ballet de Varna
- 1977 : Officier de l'ordre du Canada
- 1984 : Prix Denise-Pelletier
- 1990 : Chevalier de l'Ordre national du Québec
- 2000 : Prix des arts de la scène du Gouverneur général